# مريم بنت محمد فاضل ولد الداه
مريم بنت محمد فاضل ولد الداه، (من مواليد 1980 في أطار، موريتانيا)، طبيبة مختصة في جراحة الأسنان، وقائدة في الجيش الموريتاني وزوجة محمد ولد الغزواني رئيس الجمهورية الإسلامية الموريتانية منذ 1 أوت 2019.

## السيرة شخصية

### الدراسة والتدريب
ولدت مريم بنت محمد فاضل ولد الداه عام 1980 بوسط موريتانيا، ونشأت في أسرة صوفية كبيرة. عاشت في شبابها في بلدان مختلفة في الشرق الأوسط، بعد المهام التي تلقاها والدها، لا سيما في المغرب والعراق وسوريا. والدها، محمد فاضل ولد الداه، مناضل سابق في الحركة الوطنية الديمقراطية، وهو حزب يساري موريتاني، يحظى باحترام كبير في جميع الأوساط السياسية. وشغل منصب وزير الطاقة والهيدروليك في موريتانيا وسفيرا في العديد من الدول العربية.
درست حرم الرئيس الموريتاني في دمشق، سوريا، حيث التحقت بكلية طب الأسنان عام 1999، وتخرجت منها عام 2004.

### الحياة المهنية والعائلية
بعد إستكمال دراستها، أصبحت طبيبة عسكرية في الجيش الموريتاني حيث عملت كطبيبة أسنان. وتتقن اللغات العربية والفرنسية والإنجليزية.
التقت  في فترة عملها بالجيش محمد ولد الغزواني  قائد الكتيبة المدرعة.
وتزوجا ولديهما ثلاثة أبناء، تترواح أعمارهم بين 8 و 14 و 17 سنة.
وبعد أن فتحت عيادة الأسنان الخاصة بها في نواكشوط، انضمت إلى المكتب الوطني للطب أجانب.

## الالتزامات والمواقف
بصفتها السيدة الأولى لجمهورية موريتانيا الإسلامية، تواصل مريم بنت محمد فاضل ولد الداه ممارسة الطب، ولكن بهدف اجتماعي. تستقبل دوريا عائلات لا تملك وسائل الاستشارات المجانية. كما تشارك في تنظيم الأحداث وتجلب شركاء أجان.

### مواقفها من حقوق المرأة
كما تنشط مريم بنت محمد فاضل ولد الداه في مجال حقوق المرأة، حيث تتمثل المعارك الرئيسية في مكافحة الزواج المبكر وحصول الفتيات على التعليم. في 4 فيفري 2022، أشرفت على إطلاق أنشطة مكافحة السرطان في موريتانيا وفي 8 مارس 2022، ترأست حفل اليوم العالمي للمرأة في نواكشوط، تحت شعار «تمكين المرأة».
ودعت خلال مؤتمر المرأة العربية الذي عُقد في بيروت حول موضوع «المرأة العربية والتحديات الثقافية» إلى تمثيل أفضل للمرأة في مواقع صنع القرار، معتبرة أن «هذا التمثيل لا يزال دون المستوى المطلوب».
وتتناول المحظورات المختلفة التي قد تتعرض لها بعض النساء العربيات من ذلك موضوع العنف الأسري والزواج المبكر وقالت في هذا الإطار«يجب مواجهته والتعامل معه بشجاعة ليس هناك شك في أن وصول الفتيات إلى الائتمان المالي وريادة الأعمال يمثل أيضًا أولوية، خاصة في هذا الوقت الذي يشهد أزمة اقتصادية وتزايد البطالة».
وتشارك أيضًا في المناقشات المتعلقة بمشروع SWEDD لتمكين المرأة في منطقة الساحل، والذي يهدف إلى تحسين الوصول إلى المنتجات والخدمات الإنجابية وصحة الأم وما قبل الولادة والأطفال.

### مواقفها من الإعاقات
في عام 2008، أنجبت طفلها الثاني فاضل، لتبدأ مريم داه مسار البحث لتتمكّن من إجراء تشخيص دقيق لمرض ابنها. وقد بذلت قصارى جهدها لمعرفة ما يعانيه ابنها فاضل. فضاعفت الرحلات ذهابًا وإيابًا بين نواكشوط ومستشفى نيكر للأطفال في باريس، ولكن لم يتم تحديد أي تشخيص.
ثم حصلت على منصب في سفارة موريتانيا بواشنطن حيث ضاعفت اللقاءات مع المختصين الذين شخّصوا أخيرًا مرضًا وراثيًا نادرًا جدًا مرتبط بالتوحد. لتقودها رحلتها إلى مقابلة نساء أخريات في نفس الوضع. وإدراكًا منها لقصور موريتانيا في دعم الأطفال ذوي الإعاقة، فقد تولت زمام الأمور بنفسها وأنشأت جمعية الأطفال المصابين بالتوحد في موريتانيا.
في عام 2018، وضعت حجر الأساس لـ «مركز زايد» الذي افتتح بتمويل إماراتي كما تبرعت له بمنزلها وكرسته لدعم الأطفال المصابين بالتوحد.
ويستقبل المركز 127 طفلاً، من 4 إلى 14 عامًا، مقسمة إلى 6 فصول. ويحتوي على ملعب ومسبح وغرفة إعادة تأهيل
و يتيح مركز زايد تحقيق أكثر من 350 تشخيصًا مجانيًا كل عام ويشرف على مركز زايد فريق من خمسة عشر معلمًا وطبيبًا نفسيًا ومعلمًا متخصصًا.
يخطط مركز زايد لاستقبال الأطفال المصابين بمتلازمة داون والمكفوفين بالإضافة إلى الأطفال المصابين بالتوحد.
في 18 مايو 2021، وعلى هامش قمة تمويل الاقتصاديات الأفريقية، التقت بريجيت ماكرون وهي نفسها منخرطة جدًا في القضايا المتعلقة بالإعاقة. ومن المتوقع أن يتم تنفيذ مبادرات مشتركة بينهما في المستقبل.